# Tetrathemis
Genre
Tetrathemis  est un genre  dans la famille des Libellulidae appartenant au sous-ordre des anisoptères dans l'ordre des odonates. Il comprend quatorze espèces.

## Espèces du genre
- Tetrathemis camerunensis (Sjöstedt, 1900)
- Tetrathemis corduliformis Longfield, 1936
- Tetrathemis denticauda Fraser, 1954
- Tetrathemis flavescens Kirby, 1889
- Tetrathemis fraseri Legrand, 1977
- Tetrathemis godiardi Lacroix, 1921
- Tetrathemis irregularis Brauer, 1868
- Tetrathemis leptoptera Selys, 1877
- Tetrathemis longfieldae Legrand, 1977
- Tetrathemis platyptera Selys, 1878
- Tetrathemis polleni (Selys, 1877)
- Tetrathemis ruwensoriensis Fraser, 1941
- Tetrathemis victoriae (Pinhey, 1963)
- Tetrathemis yerburi Kirby, 1893